# Tzadik Records
La Tzadik Records è un'etichetta discografica statunitense "rilevata" nel 1993 dal musicista John Zorn e rimessa in sesto insieme a Kazunori Sugiyama.
Dal 1995 Tzadik ha pubblicato oltre 400 album di una varietà di artisti con diversi background musicali, tra cui improvvisazione libera, jazz, noise, klezmer, rock e composizione sperimentale.
Sul catalogo dell'etichetta ci sono le pubblicazioni dello stesso Zorn e del suo poliedrico gruppo di "canzonieri" per Masada (in tutte le sue forme e ramificazioni) ; il cantante Mike Patton; i chitarristi Derek Bailey, Yoshihide Otomo, Tim Sparks, Buckethead e Keiji Haino; l'icona della musica noise Merzbow; i compositori Gordon Mumma, Frank Denyer, Arnold Dreyblatt e Teiji Ito; i gruppi sperimentali Kayo Dot, Time of Orchids e Rashanim, i microtonalisti Syzygys; il batterista Tatsuya Yoshida e i suoi gruppi Ruins e Korekyojinn; il trombettista Wadada Leo Smith; il compositore elettroacustico Noah Creshevsky; e il sassofonista jazz Steve Coleman.